# Аэро, Эрон Люттович
Эрон Люттович Аэро (14 мая 1934—11 июля 2016) — российский физик, доктор физико-математических наук, профессор, заслуженный деятель науки РФ (1999).

## Биография
Родился 14 мая 1934 года в деревне Нарышкино недалеко от Пензы.
Окончил радиотехнический факультет Ленинградского политехнического института (1959).
В 1960—1986 гг. работал в Институте высокомолекулярных соединений АН СССР. В 1965 г. защитил кандидатскую диссертацию, в 1982 г. — докторскую на тему «Гидродинамическая теория жидких кристаллов».
С 1986 г. заведовал основанной им лабораторией микромеханики материалов в Институте проблем машиноведения АН СССР (РАН).
Соавтор теории сред Аэро — Кувшинского (моментная теория упругости, 1960 год).
Заслуженный деятель науки РФ (1999).
Умер 11 июля 2016 года в Санкт-Петербурге.

## Работы
- Аэро Э. Л., Кувшинский Е. В. Основные уравнения теории упругости с вращательным взаимодействием частиц. // Физика твердого тела. — 1960. — Т. 2, вып. 7. — C. 1399—1409.
- Аэро Э. Л., Кувшинский Е. В. Континуальная теория асимметричной упругости. Учет внутреннего вращения // Физика твердого тела. — 1964. — Т. 6, вып. 9. — C. 2689—2699.
- Кувшинский Е. В. Аэро Э. Л. Континуальная теория асимметричной упругости. Учет внутреннего вращения // Физика твердого тела. — 1963. — Т. 5, № 9. — С. 2591—2598.
- Aero, EL, and Bulygin, AN. Equations of motion of nematic liquid-crystal media. J Appl Math Mech 1971; 35: 831—843.
- Aero, EL, and Vakulenko, SA. The kinetics of non-linear orientational deformations in nematic liquid crystals in a uniform magnetic field. J Appl Math Mech 1997; 61: 463—473.